# Synagoge (Schmiedeberg im Riesengebirge)
Koordinaten: 50° 47′ 31,7″ N, 15° 49′ 45,2″ O

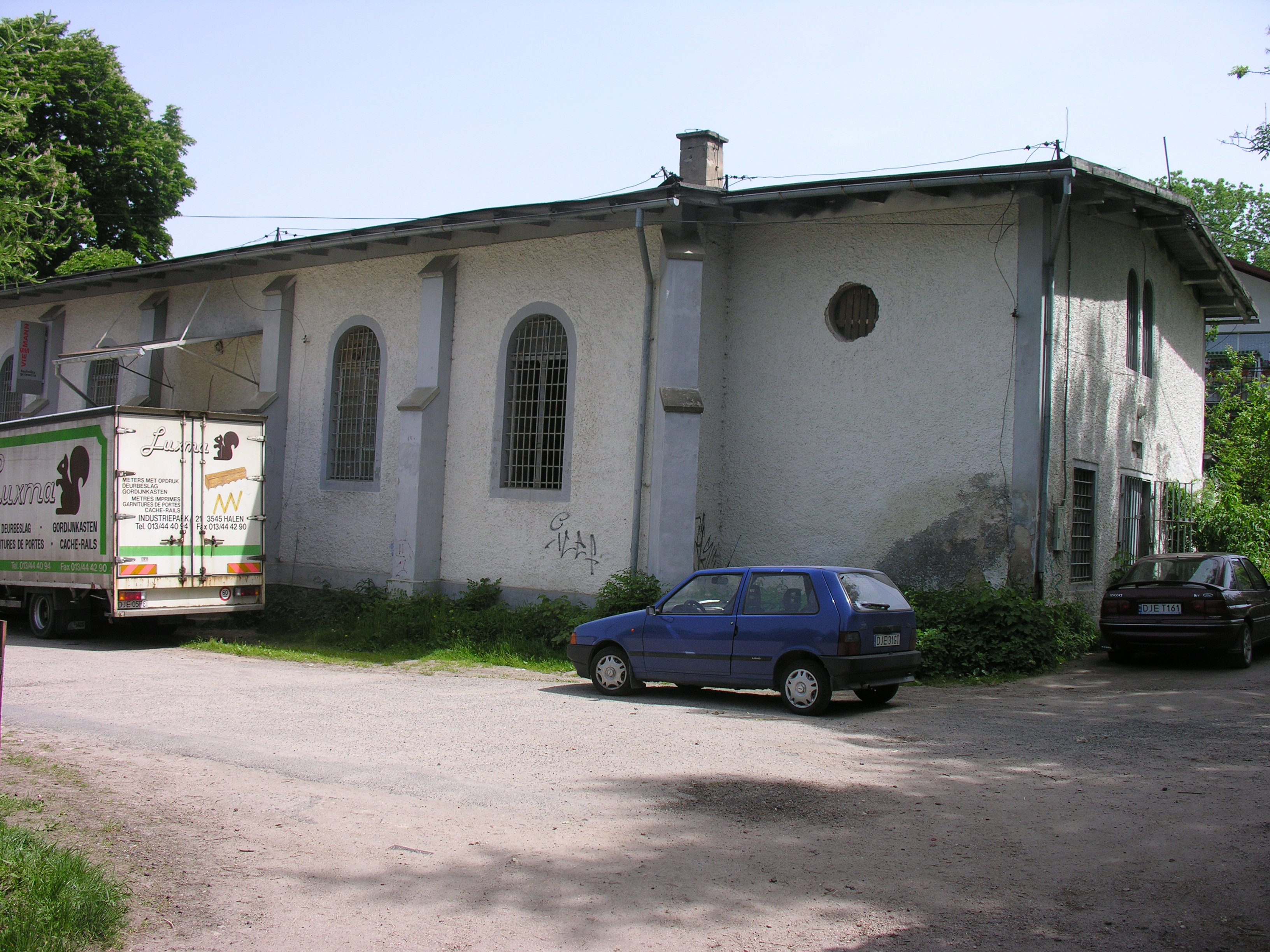
Synagoge in Schmiedeberg

Die Synagoge in Schmiedeberg im Riesengebirge (polnisch Kowary), einer polnischen Stadt im Powiat Jeleniogórski in der Woiwodschaft Niederschlesien, wurde im 19. Jahrhundert errichtet.
Die profanierte Synagoge an der heutigen Ulica Poprzeczna 6 ist ein schlichter Zweckbau aus Ziegelsteinen mit Rundbogenfenstern. Während des Zweiten Weltkrieges wurde die ehemalige Synagoge teilweise zerstört. In den letzten Jahrzehnten diente das Gebäude als Lagerraum.